# Sant’Egidio alla Vibrata
Sant’Egidio alla Vibrata (im örtlichen Dialekt: Sant’Ilië) ist eine italienische Gemeinde (comune) mit 9790 Einwohnern (Stand 31. Dezember 2023) in der Provinz Teramo in den Abruzzen. Die Gemeinde liegt etwa 18 Kilometer nördlich von Teramo und etwa 11 Kilometer südöstlich von Ascoli Piceno am Fluss Vibrata. Sant’Egidio alla Vibrata grenzt unmittelbar an die Provinz Ascoli Piceno.

## Geschichte
Die Gegend war bereits im antiken Rom besiedelt. Die genauen Ursprünge sind unbekannt, allerdings wurde eine Siedlung namens ILIO für die ersten Jahrhunderte nach Christi Geburt nachgewiesen.

## Verkehr
Sant’Egidio alla Vibrata liegt südlich des Raccordo Autostradale Ascoli-Porto d’Ascoli (RA 11). In die Gemeinde hinein führt die frühere Strada Statale 259 von Alba Adriatica kommend nach Maltignano.

## Söhne und Töchter der Stadt
- Nicola Averardi (1843–1924), italienischer römisch-katholischer Geistlicher, Erzbischof und Diplomat des Heiligen Stuhls
- Edoardo Pecoraio (1910–1986), italienischer römisch-katholischer Geistlicher, Erzbischof und Diplomat des Heiligen Stuhls